# Tanis el Semi-elf
Tanthalas Tanis el Semi-elf (247-383 Després del Cataclisme) és un personatge de ficció del món de Krynn, pertanyent a la saga Dragonlance.

## Concepció del personatge
Així com els altres protagonistes d'aquesta trilogia, la primera aparició de Tanis fou durant una sessió de joc de rol en què Tracy i Laura Hickman, Margaret Weis i Terry Phillips entre d'altres, establiren la història bàsica de Dragonlance. Al principi, Margaret Weis tingué problemes per a representar correctament a Tanis. Tracy Hickman finalment li digué: "És James T. Kirk de l'aeronau Enterprise". Després d'aquesta explicació, Margaret no tingué més problemes pera escriure sobre Tanis.
Dracs de Tardor aborda principalment els conflictes psicològics de Tanis. A mesura que Dracs d'Hivern avança, Tanis se sent intensament incòmode com a conseqüència d'haver passat massa temps a la clandestinitat.
La novel·la de Barbara i Scott Siegel Tanis, the Shadow Years està ambientada en els cinc anys anteriors a la reunió dels Companys dels Sols. A petició d'un ancià i moribund mag, Tanis viatja a la memòria del mag a la recerca de l'amor perdut de l'ancià, per permetre'l viure'l en vida.

## Trajectòria
La mare de Tanis era Elansa Kanan, una dama elfa esposa de Kethrenan, el germà més jove de l'Orador dels Sols, Solostaran Kanan de Qualinesti. El pare de Tanis era un mercenari humà anomenat Brand, que va assassinar Kethrenan i va violar a Elansa.
Després de l'assalt, Elansa va ser portada a casa de l'Orador, que es va adonar de l'embaràs d'Elansa. Esperant que la criatura fos fill de Kethrenan, va esperar al moment del part mentre es feia càrrec d'Elansa.Passat el temps de gestació, Elansa va donar a llum a casa de Tia Aleia a un nen mig elf i mig humà. Malgrat l'horrible experiència soferta, Elansa va acceptar al nen, arribant a alletar-lo abans de morir, i li va posar el nom de Tanthalas. Quan L'Orador va arribar poc temps després al lloc del part, va comprovar que el nen era un semihumà. No obstant això, per compassió cap a Elansa, va decidir acollir-ho i criar-ho amb els seus propis fills, Porthios, Gilthanas i Laurana.
Malgrat la seva educació, com un membre de la cort qualinesti, Tanthalas era menyspreat sovint pels elfs. Tanis tenia un gran afecte a Laurana i una lleu amistat amb el seu germà Gilthanas, però la seva primera gran amistat va sorgir amb la visita a Qualinost d'un nan dels Pujols, un orfebre de gran reputació anomenat Flint Fireforge.
Després d'una sèrie d'incidents misteriosos esdevinguts en l'última visita de Flint, Tanis va acompanyar al nan quan aquest va deixar Qualinost per instal·lar-se definitivament a Solace. Tanis només tenia 80 anys, una edat molt jove per a un elf, però la mescla de sangs que Tanis portava en les seves venes li va fer comprendre que no aplacaria les seves inquietuds en la relaxada vida de Qualinost, ni tampoc trobaria el seu veritable lloc en el món si romania allà. Amb el temps Tanis es va convertir en un dels famosos Herois de la Llança, després de la Guerra de la Llança en la qual Takhisis, la reina de la foscor, va ser derrotada. Tanis va ser designat Caballer Honorari de Solamnia, i es va casar a Laurana Kanan, amb qui va tenir un fill, Gilthas Kanan. Tanis va ser assassinat pels Cavallers de Takhisis, defensant Steel Brightblade a la Torre del Summe Sacerdot l'any 383 DC.

## Recepció
Jason Heller, del periòdic digital The A.V. Club, assenyalà que el grup d'aventurers està "liderat per un lluitador semi-elf anomenat Tanis, un home forjat de les seves herències humanes i èlfiques, que per descomptat hauria de ser qui s'enfronta en una batalla contra les forces del mal, esforçant-se per fer-se càrrec del món pseudo-medieval de dues llunes de Krynn, i governar-lo, ja que només les forces del mal podien".
Lauren Davis, del blog io9, assenyalà que si bé els herois de la sèrie "estan buscant la veritat, cadascun d'aquests individus és profundament defectuós", i que Tanis "es consumeix per la seva incapacitat d'adaptar-se completament als mons humans o èlfics".